# Bitva u pyramid
Bitva u pyramid (též bitva u Embabeh) se odehrála 21. července 1798 severovýchodně od egyptské Gízy a byla součástí Napoleonovy egyptské kampaně. Francouzská armáda pod Napoleonovým přímým velením rozdrtila mamlúcké vojsko tureckého místodržitele v Egyptě Murada Beje a otevřela si cestu k ovládnutí Káhiry.

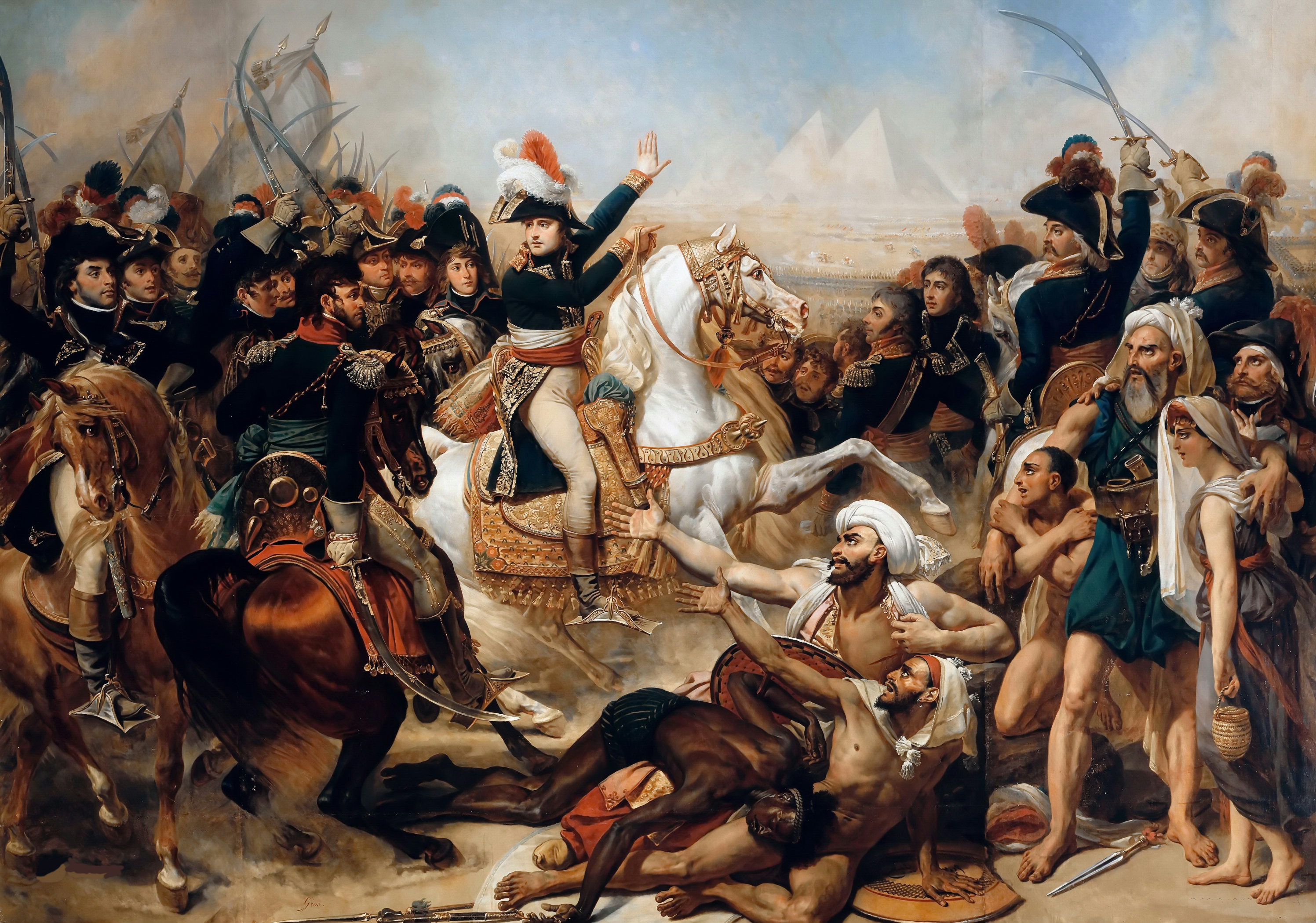
Bitva u Pyramid, Antoine-Jean Gros

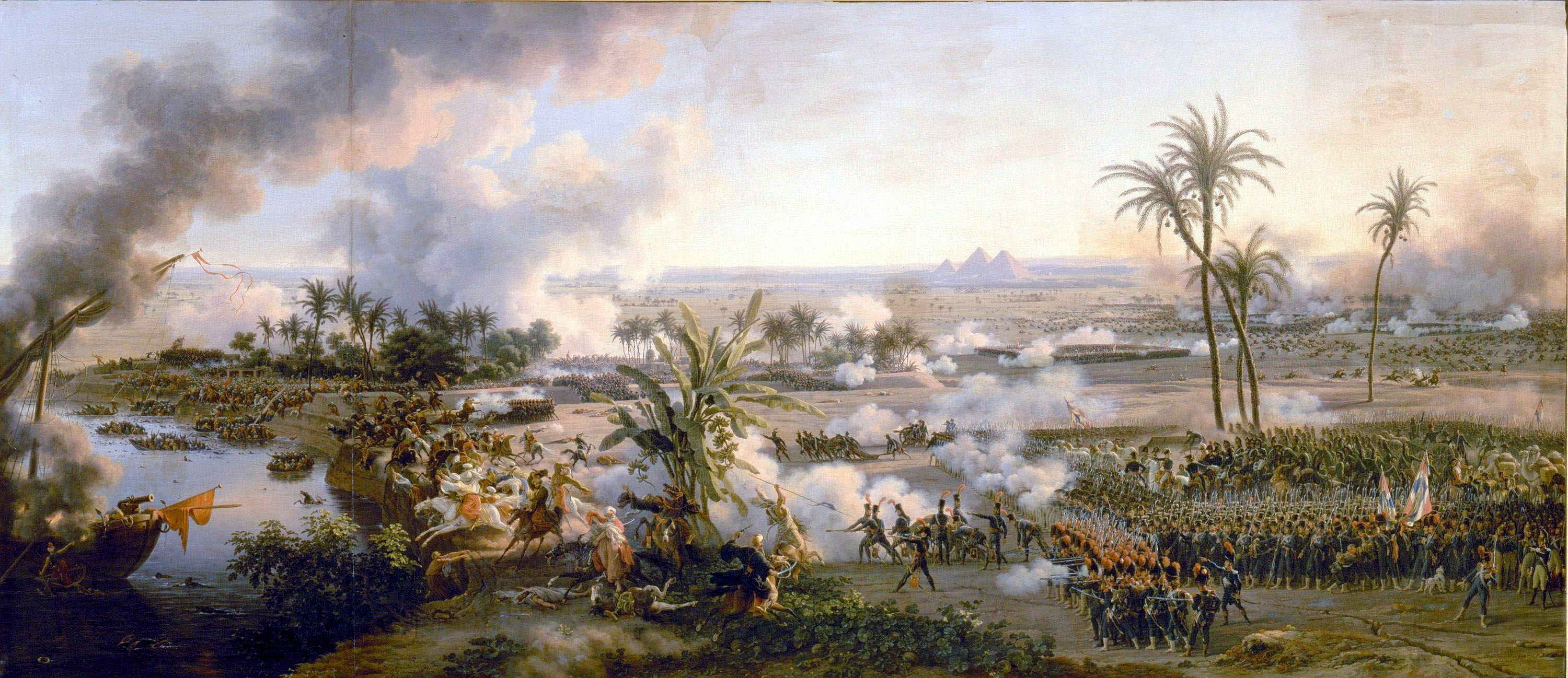
Bitva u Pyramid, Louis-François Baron Lejeune

Napoleon před bitvou pronesl známou řeč:
| „ | Vojáci, z vrcholků pyramid na vás shlíží čtyřicet století historie! | “ |

Poprvé tu také použil novou taktiku čtvercové formace, která spočívala v tom, že vojáci utvořili čtverec a z jeho stran ostřelovali nepřátele, do středu útvaru se schovali např. vědci, kteří se egyptského tažení účastnili také. Bylo to účinné hlavně proti jízdě, která byla pro mamlúky dominantní. Ostatní pěší oddíly Egypťanů vybavené dosud často zastaralými kontaktními (např. meče), střelnými (luky a šípy) a méně palnými zbraněmi, nepředstavovaly pro Francouze vážnější hrozbu. Zahynulo pouze 29 francouzských vojáků a ztráty nepřítele byly oproti tomu obrovské (patrně až tisíce mrtvých).